# Здание Управления Свердловской железной дороги
Здание Управления Свердловской железной дороги расположено в Екатеринбурге по адресу ул. Челюскинцев, 11. Строилось в 1925—1928 годах по проекту К. Т. Бабыкина в стиле советского неоклассицизма. Является памятником архитектуры России федерального значения.

## История

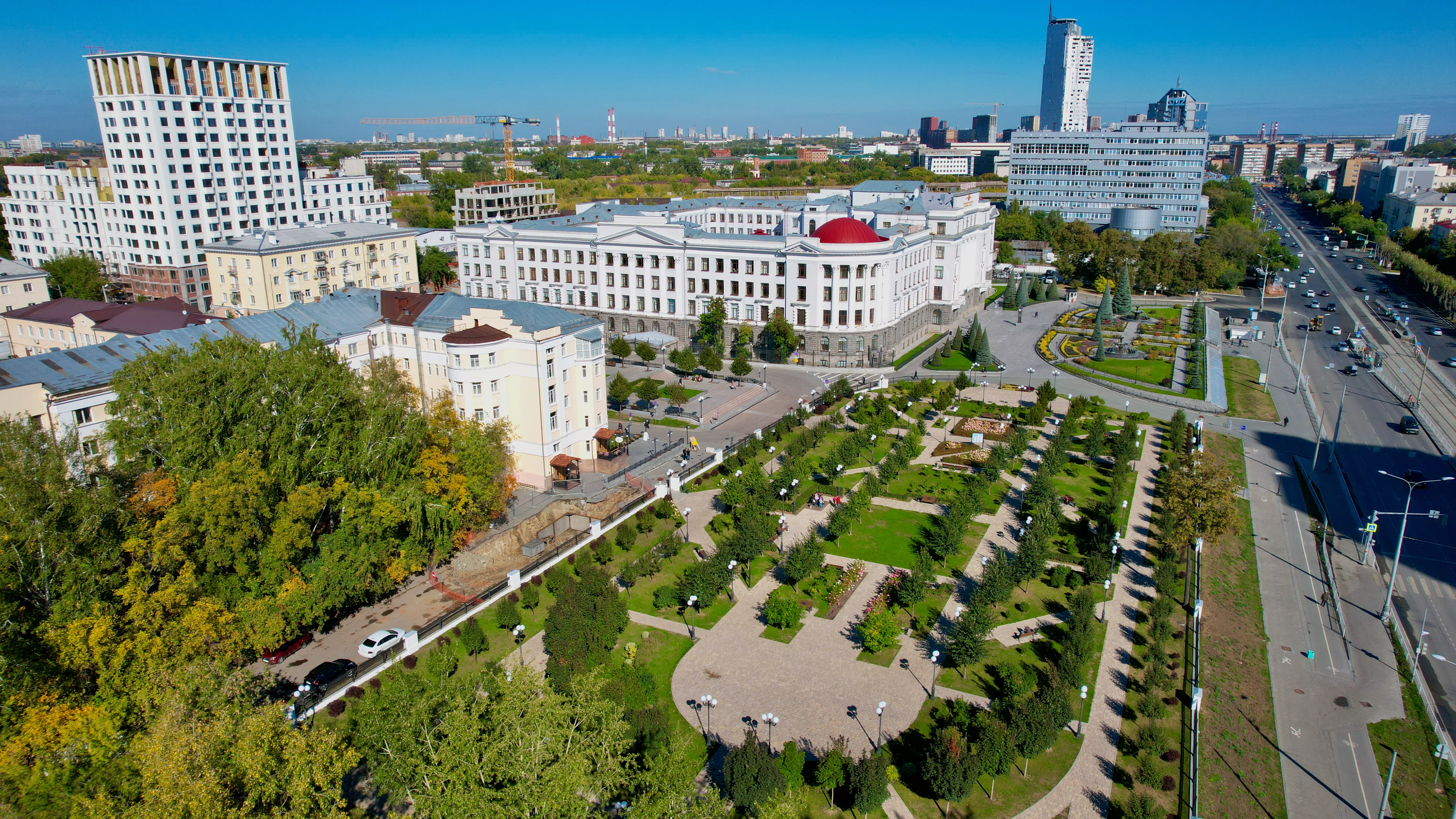
Сквер им. К. Т. Бабыкина к югу от здания

В начале XX века возникла потребность в создании железнодорожной администрации за Уралом. На размещение такого управления претендовали Омск и Екатеринбург. В итоге в начале 1910-х годов решение было принято в пользу последнего из-за более умеренной сметы на строительство здания.
Первоначально предполагалось построить новое здание Управления на восточном конце Главного проспекта, а временно предоставить под размещение служащих управления усадьбу Расторгуевых — Харитоновых и несколько зданий около Вознесенской горки и Каменного моста. Первая мировая война и революция помешали осуществлению этих планов.
8 августа 1919 года решением Народного комиссариата путей сообщения было создано Екатеринбургское управление Пермской железной дороги. В ноябре того же года всё Управление было переведено из Перми в Екатеринбург. С 1920 года Управление железной дороги работало в здании бывшей мужской гимназии, при этом некоторые службы, сотрудники которых не вместились в здание, располагались в других зданиях города, а служба сборов вынужденно разместилась в Перми.
В 1923 году проектно-техническому отделу под руководством К. Т. Бабыкина была поручена разработка проекта нового здания Управления Пермской железной дороги. В сентябре 1926 года Бабыкина назначили главным архитектором проекта здания Управления дороги. Под строительство отвели участок на улице Северной около вокзала станции Екатеринбург-I, закладка фундамента состоялась летом 1925 года.
4 декабря 1974 года постановлением Совета Министров РСФСР № 624 здание было взято под государственную охрану в качестве памятника градостроительства и архитектуры федерального значения

## Архитектура
Сложное в плане каменное здание сформировано несколькими объёмами разной этажности. Четырёхэтажные корпуса по периметру образуют замкнутый внутренний двор в виде каре. Главный южный фасад имеет трёхчастную композицию. Центральная часть имеет повышенный объём ризалита с шестиколонным портиком и фланкирована с двух сторон боковыми крыльями.
Угловые части здания выполнены в виде ротонд с ризалитами и небольшими куполами. Наружные стены цоколя и подоконная часть первого этажа облицованы блоками из шлифованного гранита, стена первого этажа украшена гранитными блоками с крупной рустовкой. В декоре южного фасада применены колонны, треугольные фронтоны, сандрики, замковые камни и модульоны. Балконы украшены фигурными кронштейнами и балюстрадами ограждений. Западный и восточный фасады имеют трёхчастную композицию с выделением ризалитов, увенчанных треугольными фронтонами. Центральный ризалит украшен шестью пилястрами композитного ордера. Декоративные элементы повторяют решения главного южного фасада.
Рабочие кабинеты запроектированы по внешнему контуру здания, коридоры — по внутреннему, окнами во двор. В центральной части боковых объёмов расположены лестничные клетки, санузлы и вспомогательные помещения. Такая планировка позволила обеспечить хорошую инсоляцию рабочих помещений.
Здание общей площадью более 23 тыс. м² было рассчитано на 1100 человек и вместило кабинеты руководства и служащих, а также кабинеты профсоюза и трудовой инспекции и кабинет редакции газеты «Путёвка». Кроме того проектом были предусмотрены зал заседаний на 200 мест, комната селекторной связи, библиотека, комнаты общественных организаций и столовая.
Крупномасштабное здание является примером архитектуры советского неоклассицизма и одним из значимых проектов К. Т. Бабыкина.

Общие виды
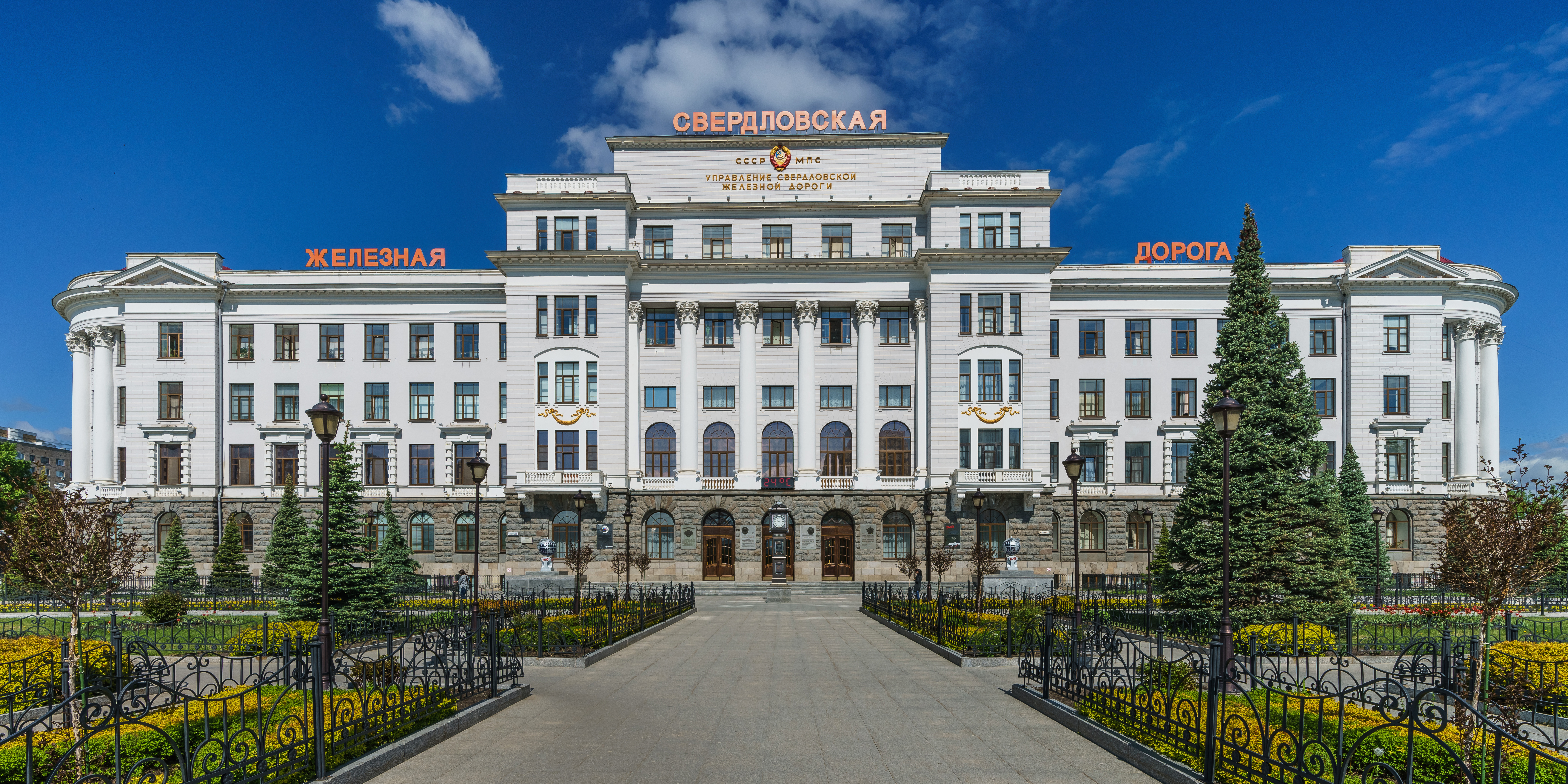
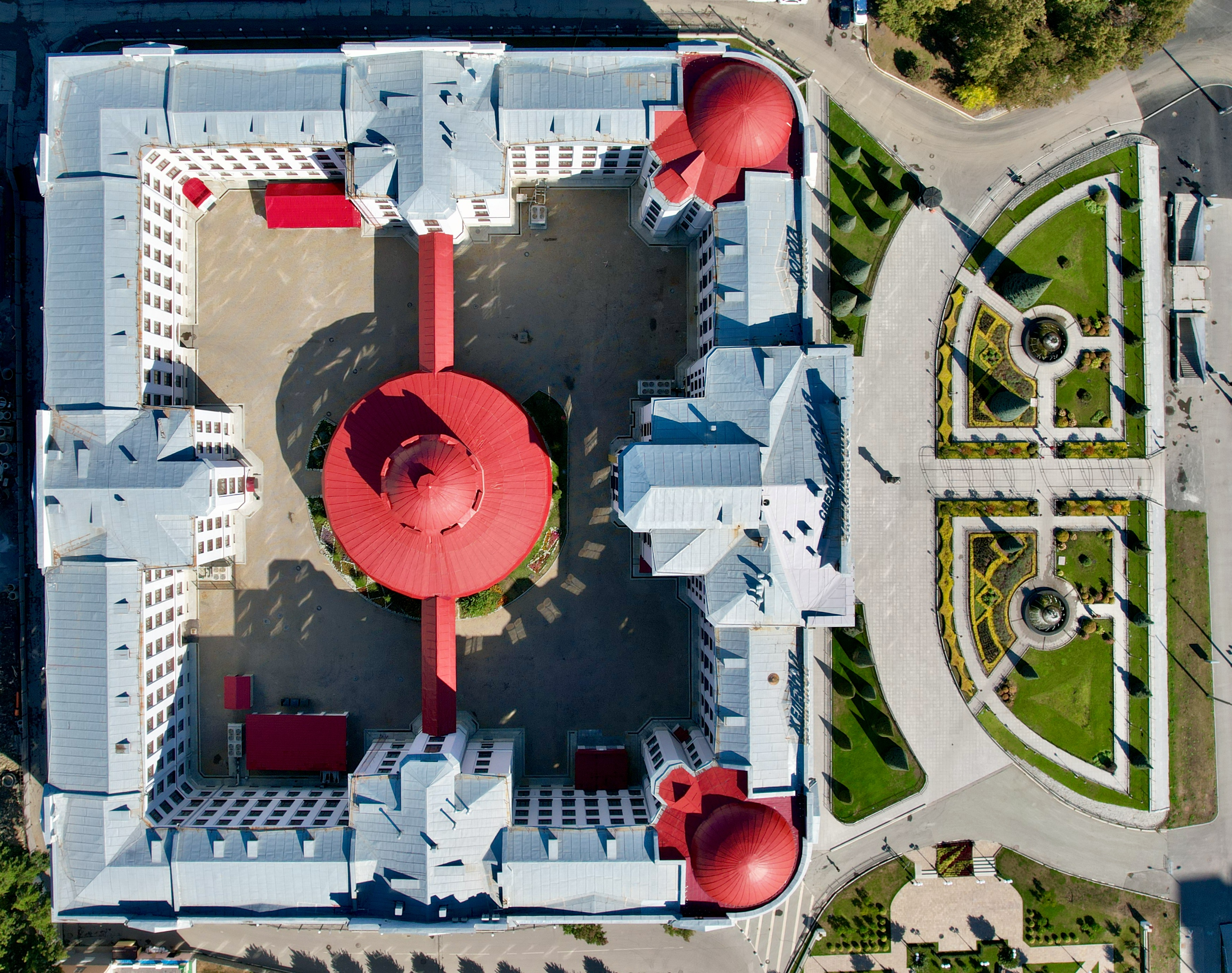
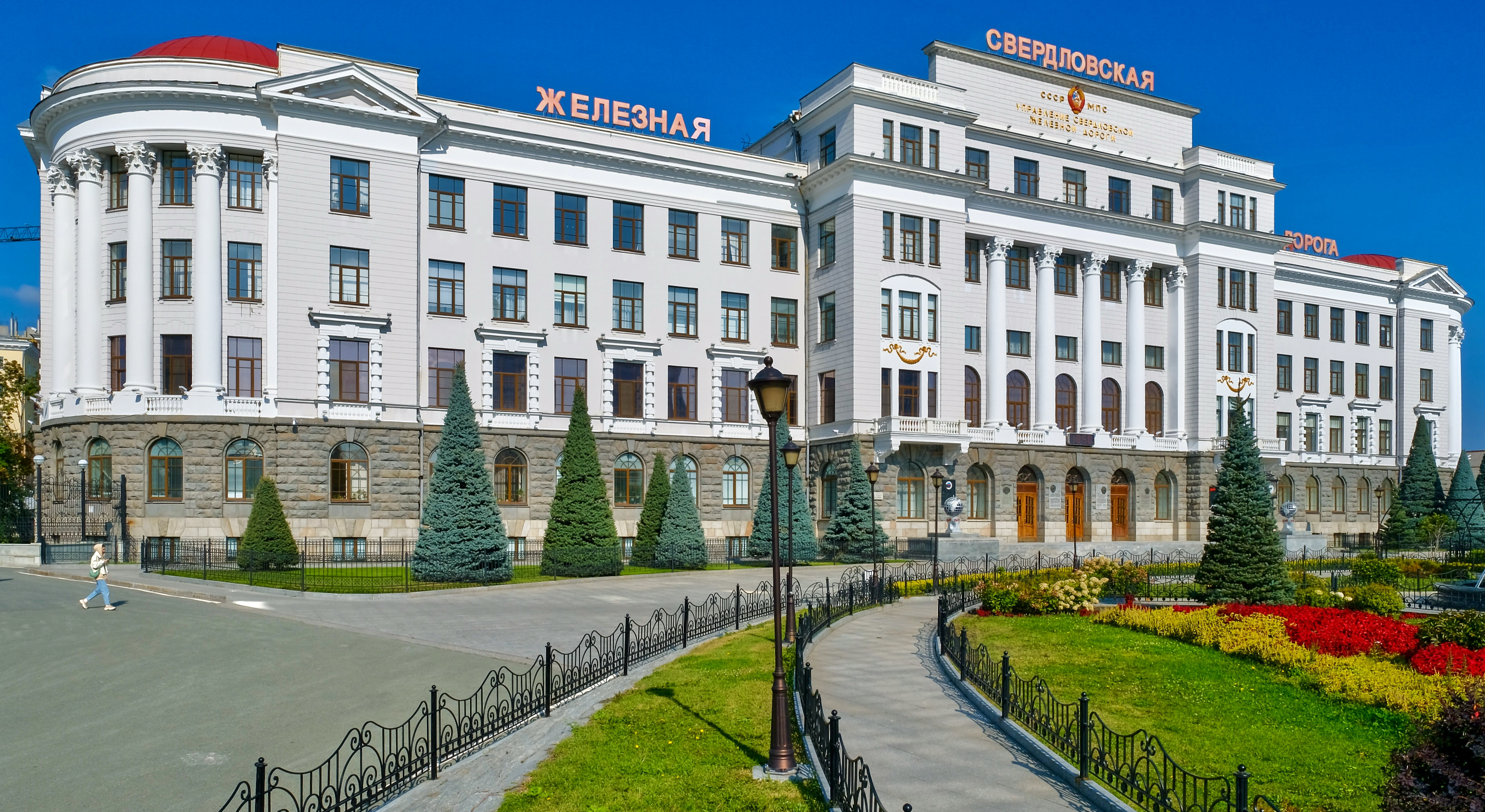
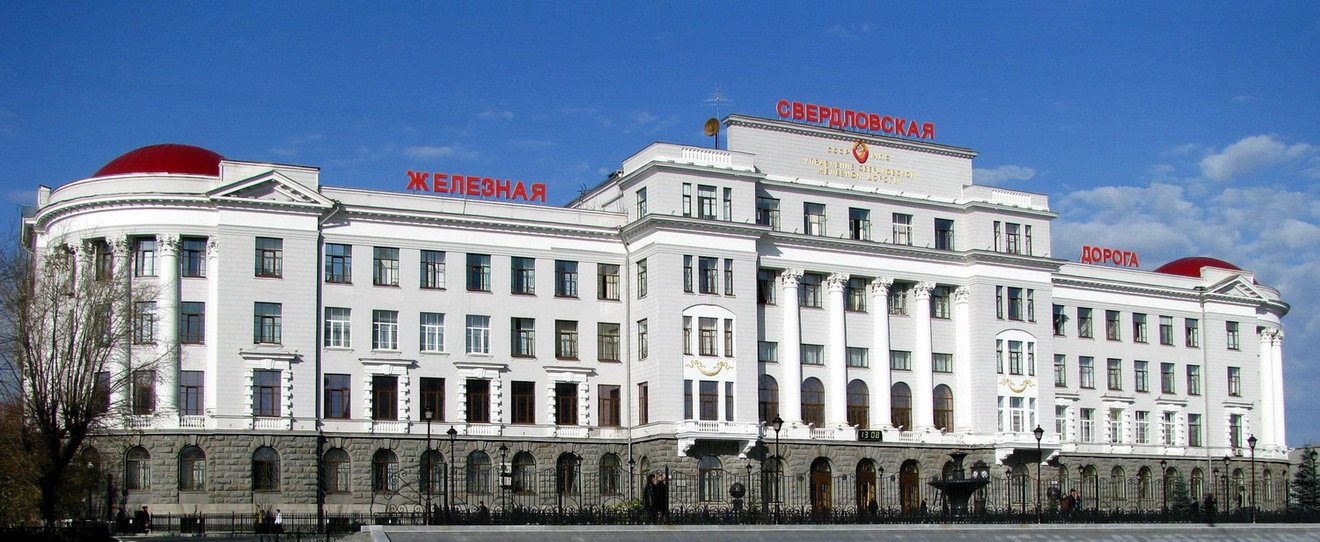
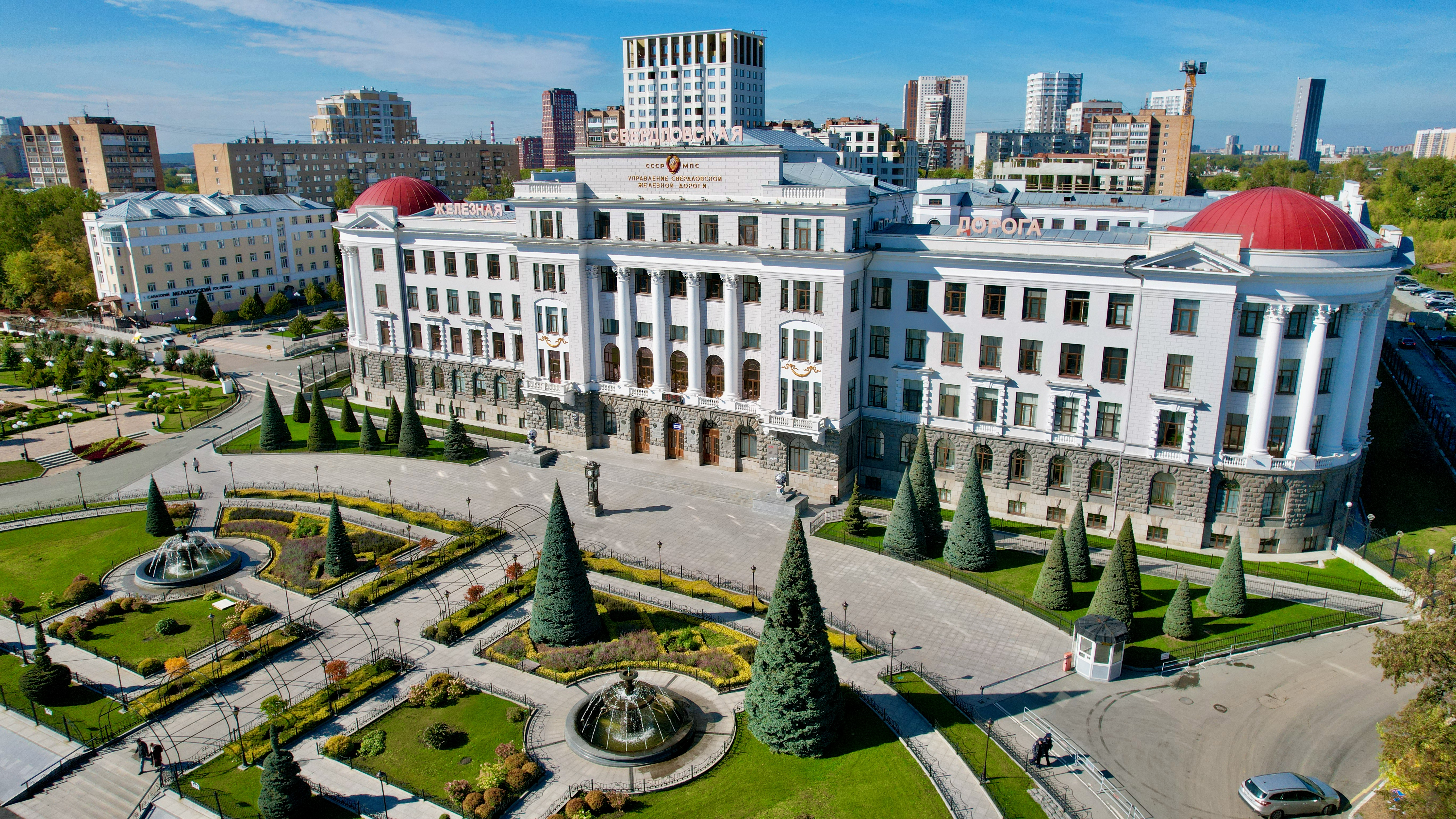
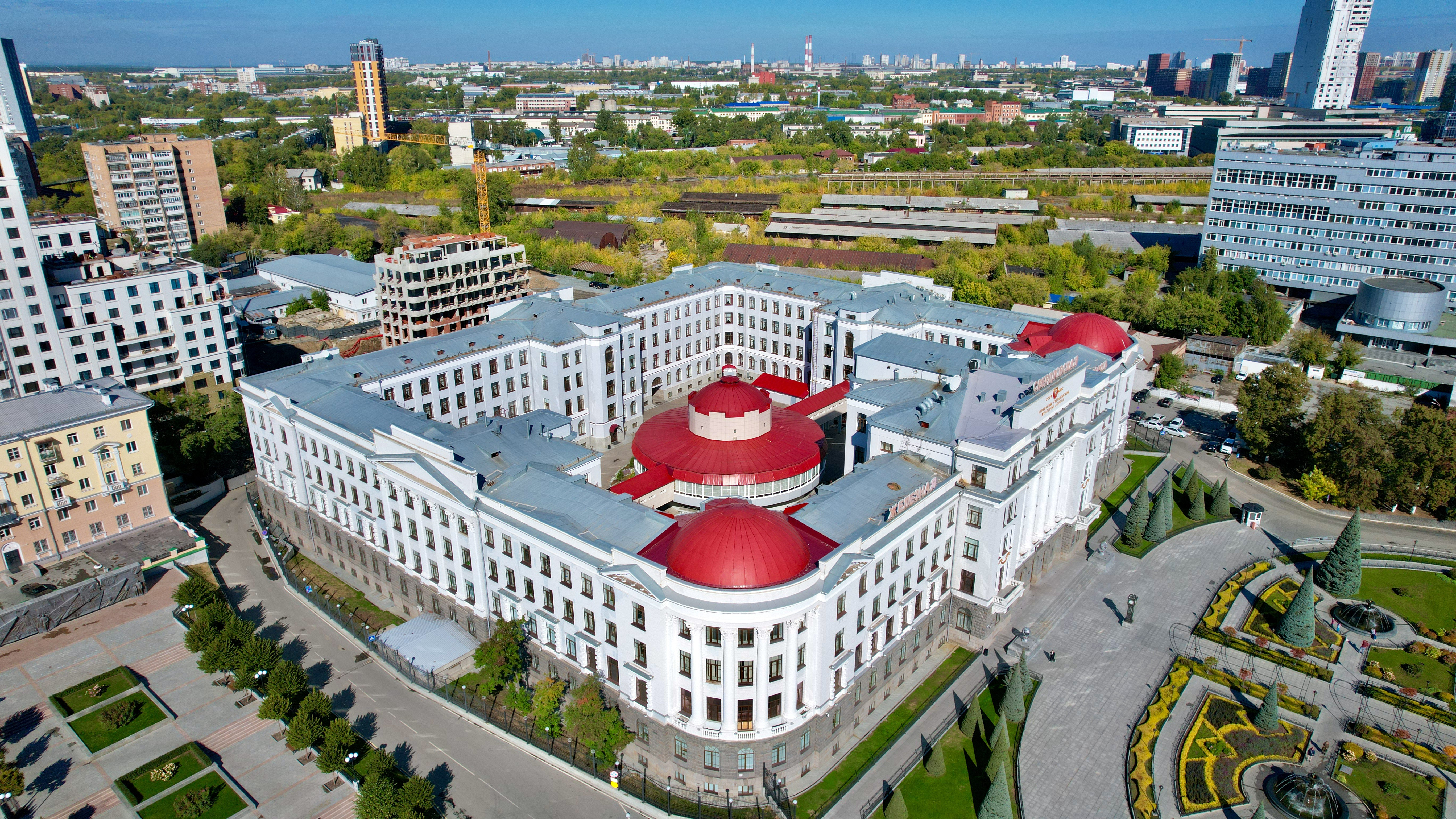

Архитектурные элементы
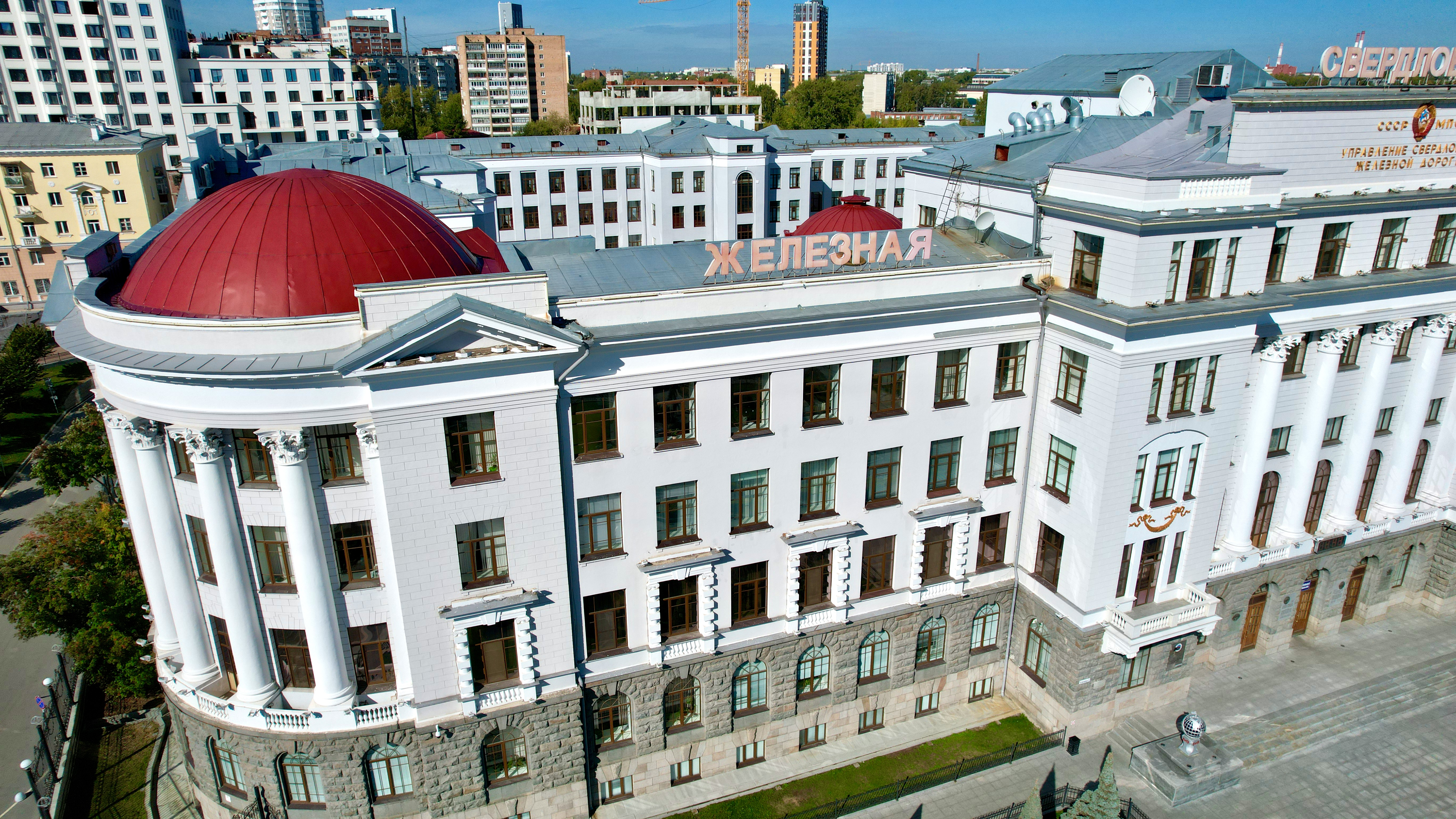
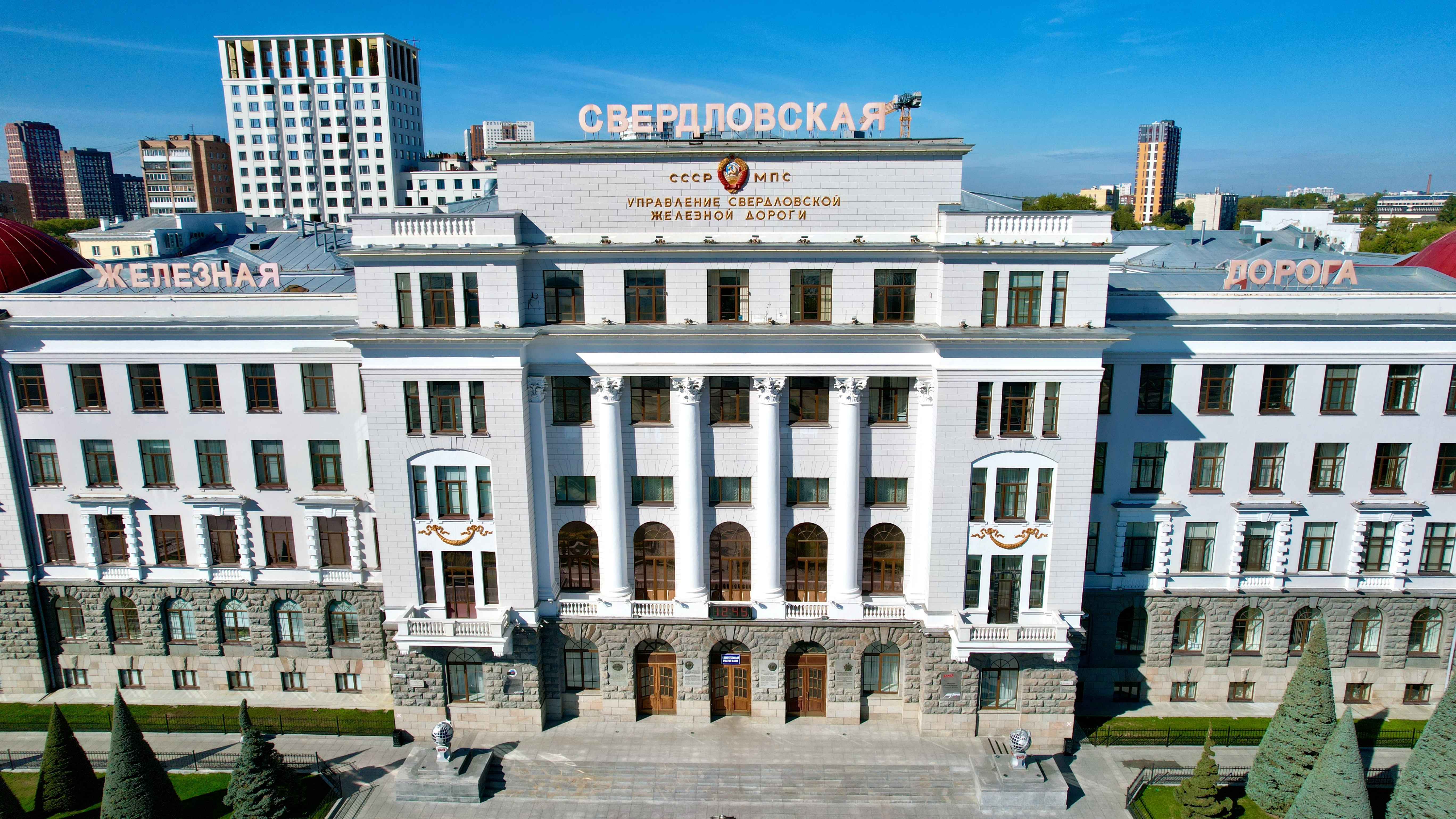
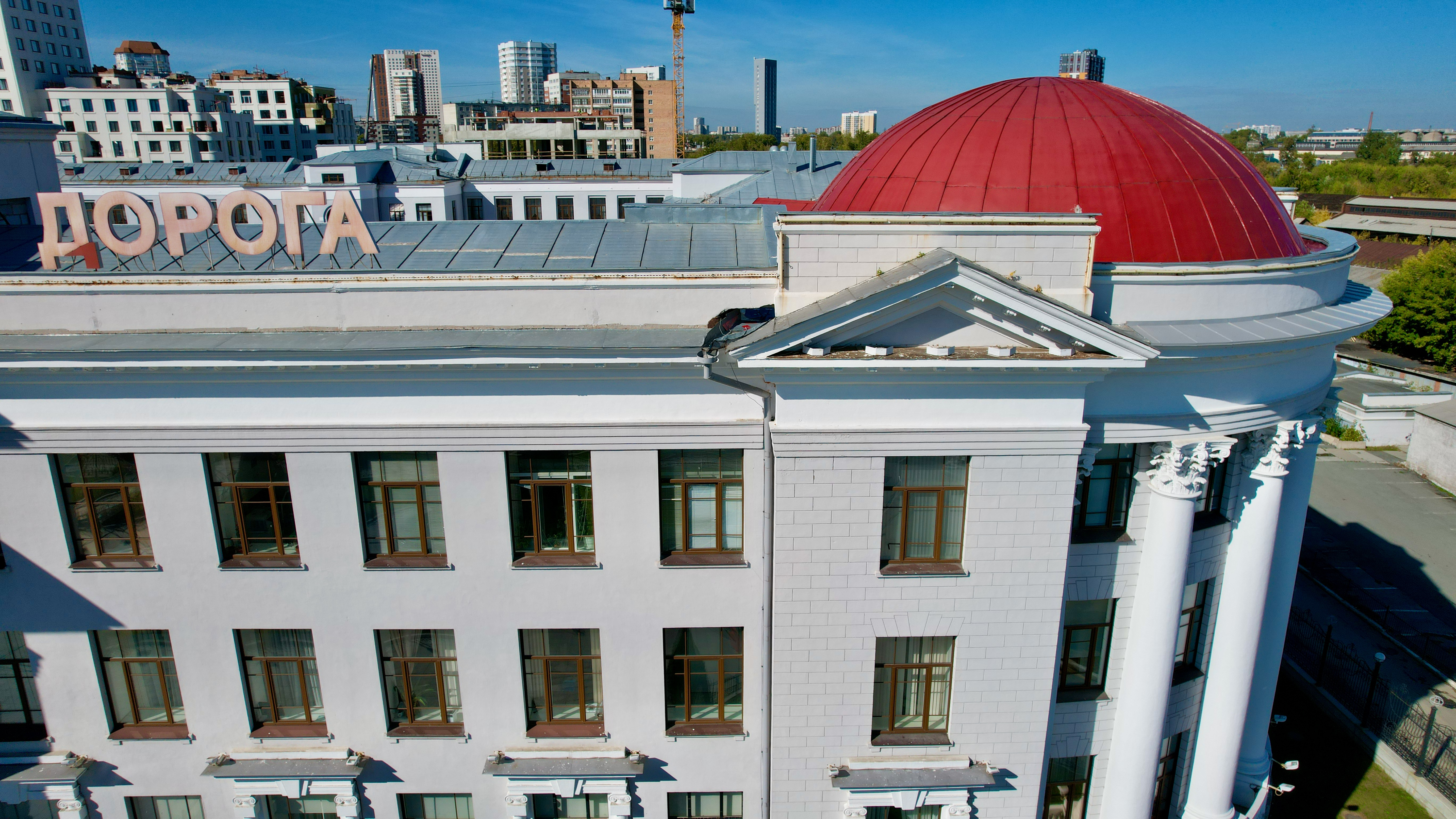
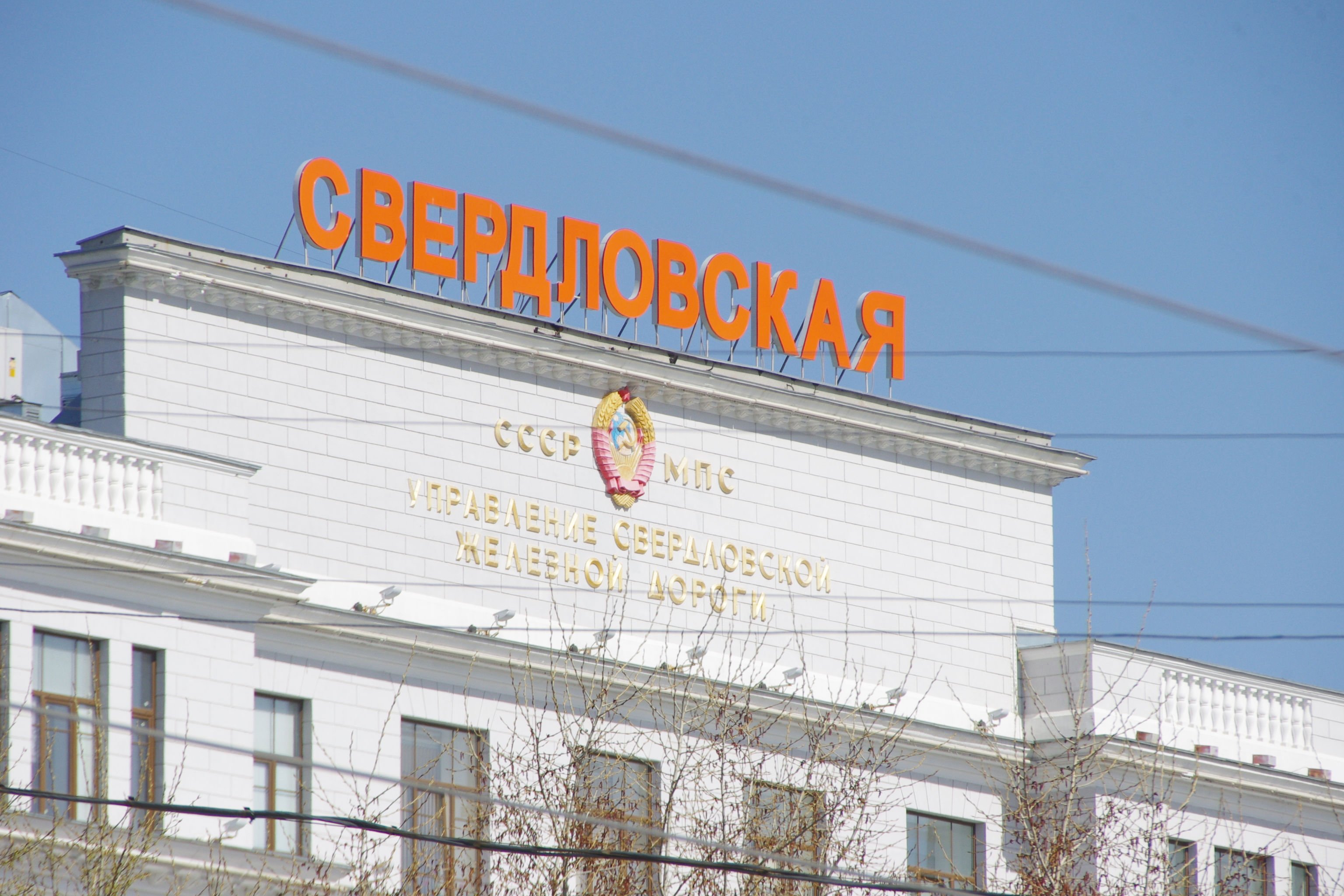
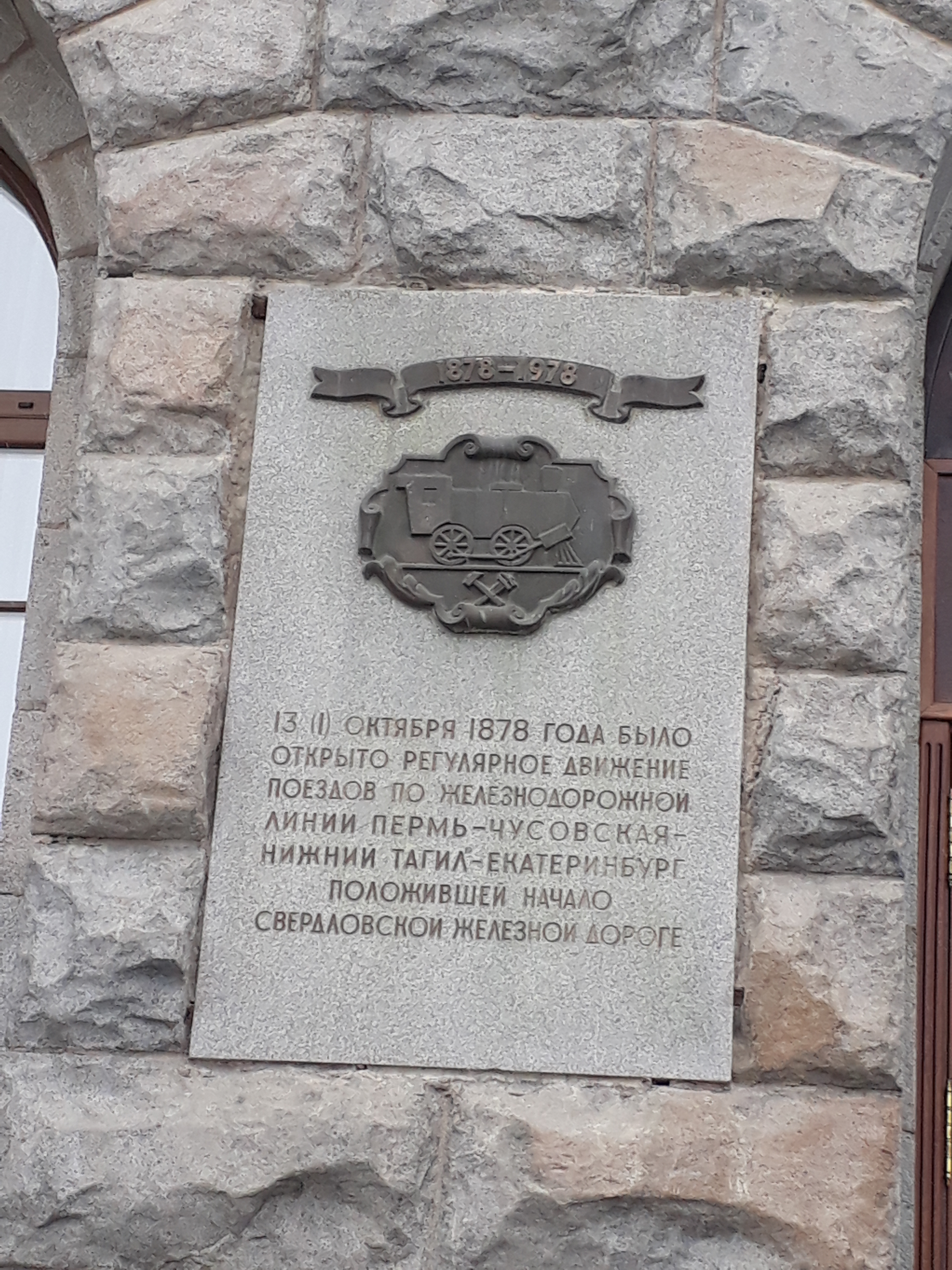
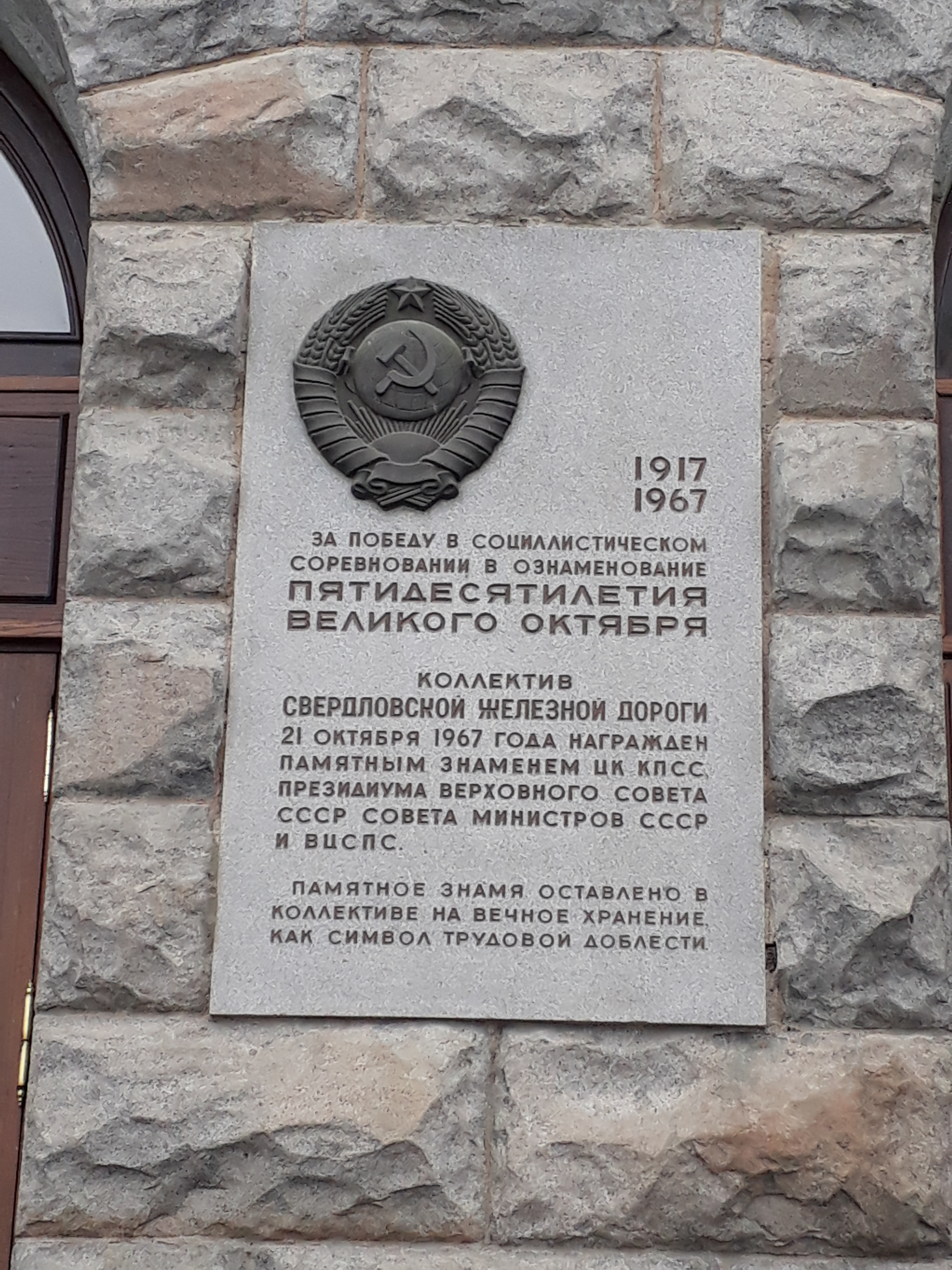
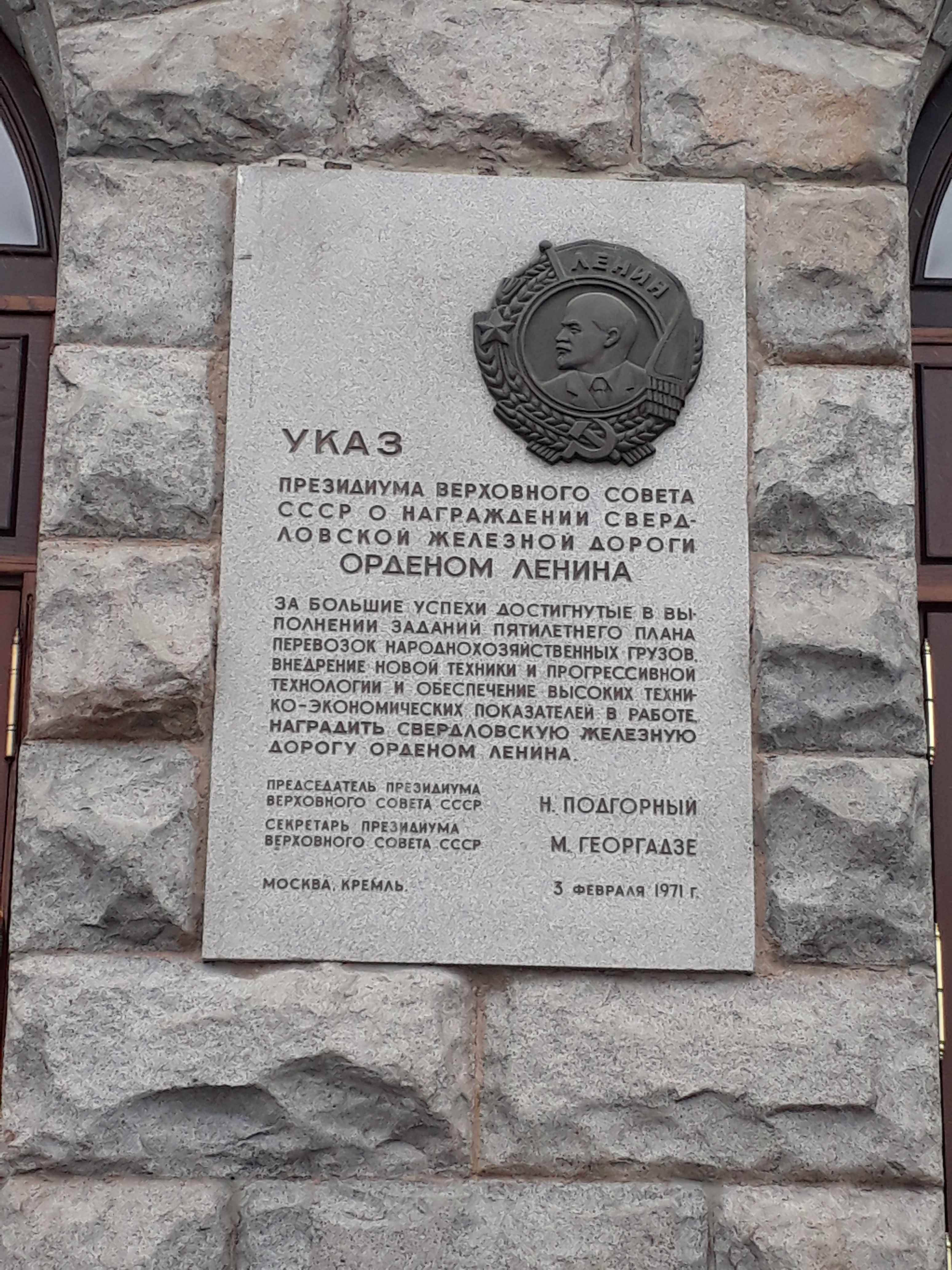
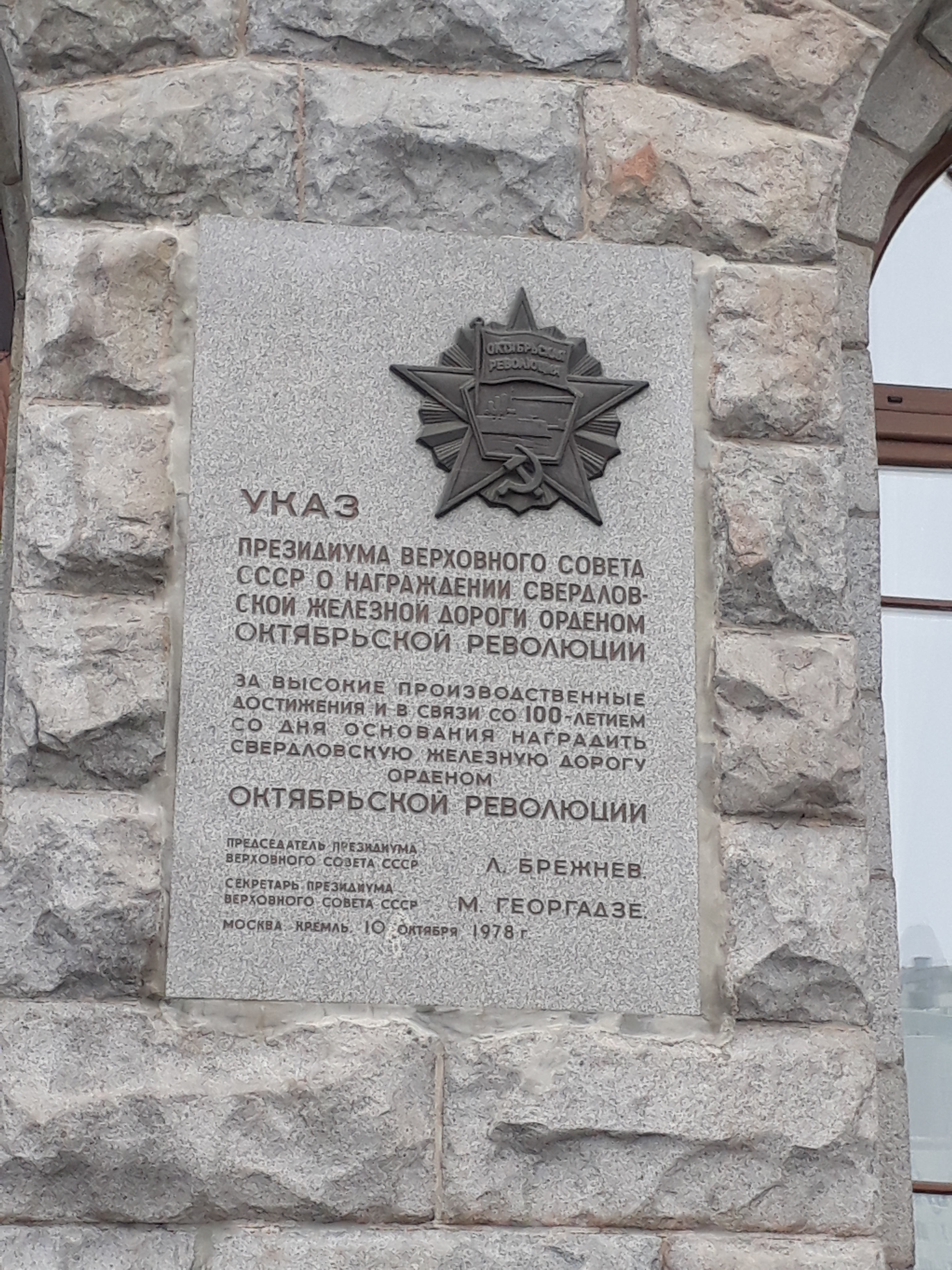
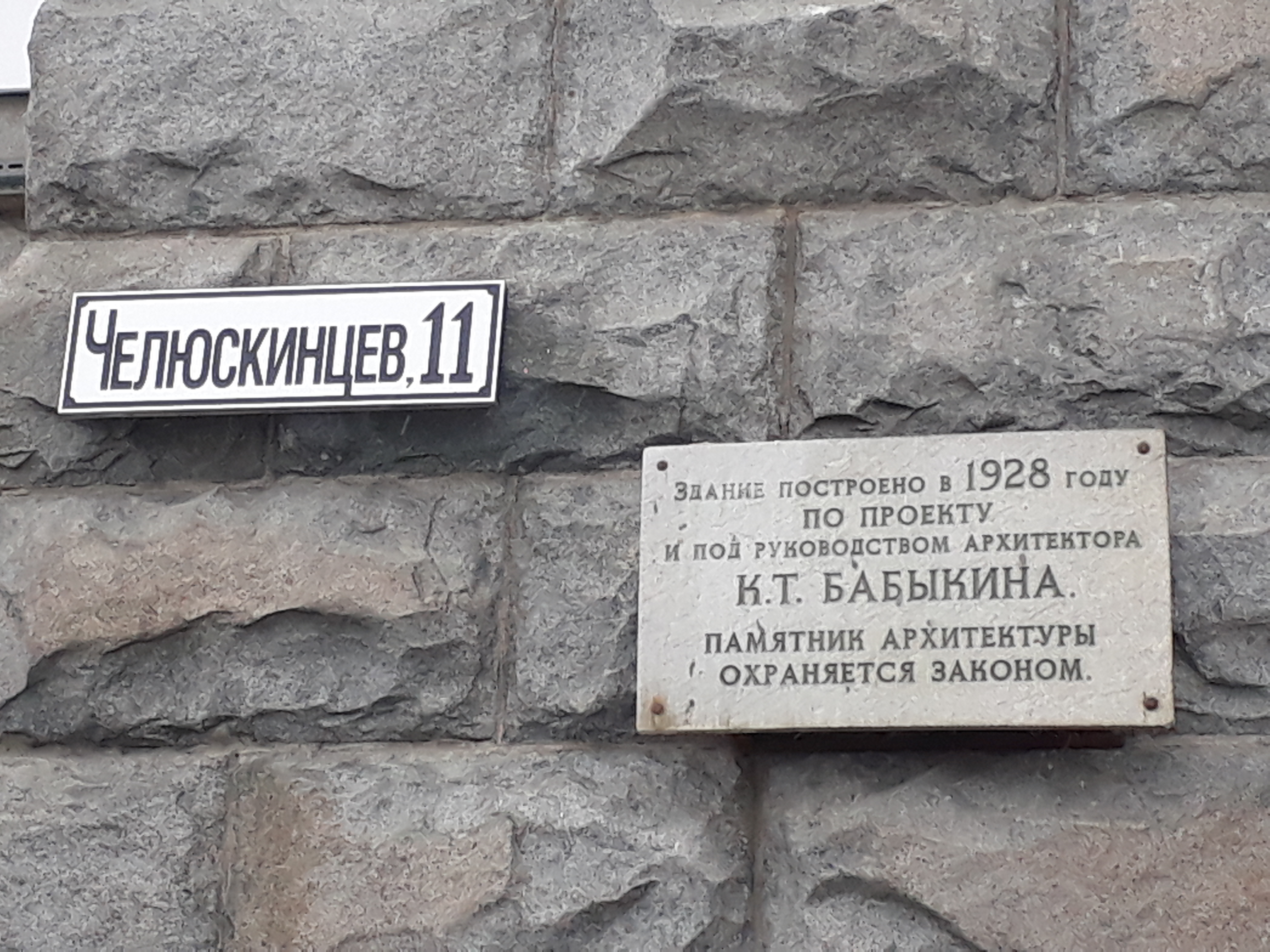
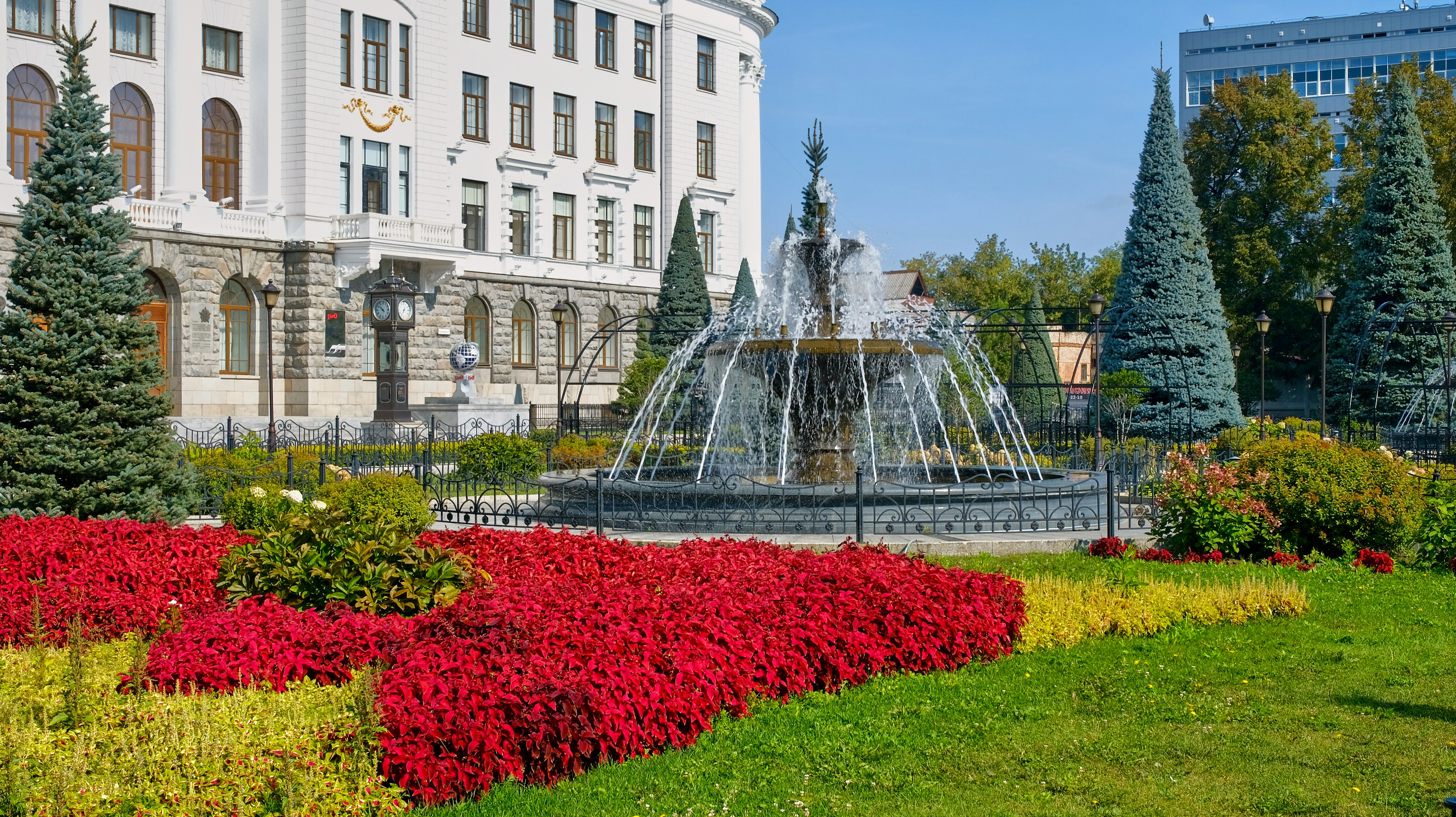
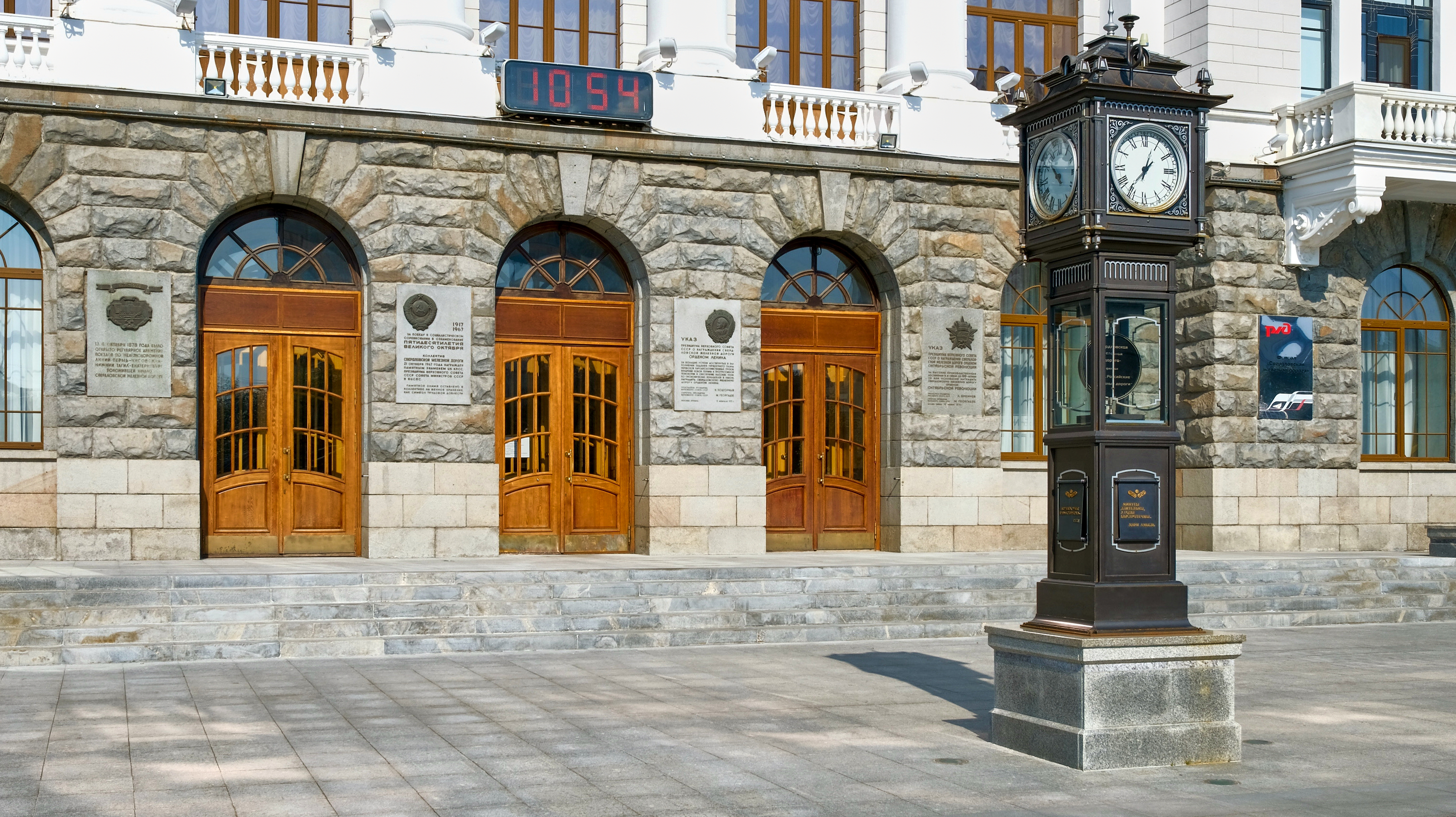